# Eugenia thikaensis
Eugenia thikaensis är en myrtenväxtart som beskrevs av Bernard Verdcourt. Eugenia thikaensis ingår i släktet Eugenia och familjen myrtenväxter. Inga underarter finns listade i Catalogue of Life.